# Fudbałska federacija na Makedonija
Fudbałska federacija na Makedonija (mac. Фудбалска федерација на Македонија, alb. Federata e Futbollit të Maqedonisë) – ogólnopaństwowy związek sportowy, który zarządza macedońską piłką nożną (męską i żeńską) we wszystkich kategoriach wiekowych. Dnia 14 sierpnia 1949 roku powołano Związek Piłki Nożnej Macedonii, który wchodził w skład Związku Piłki Nożnej Jugosławii. Od 7 lutego 1993 Związek działa jako samodzielna organizacja. W 1994 roku przystąpił do FIFA i UEFA. W 2003 dokonano nazwy organizacji ze Związek Piłki Nożnej Macedonii (mac. Фудбалски сојуз на Македонија) na Federacja Piłki Nożnej Macedonii (mac. Фудбалска федерација на Македонија).